# 日本キリスト教会大阪西教会

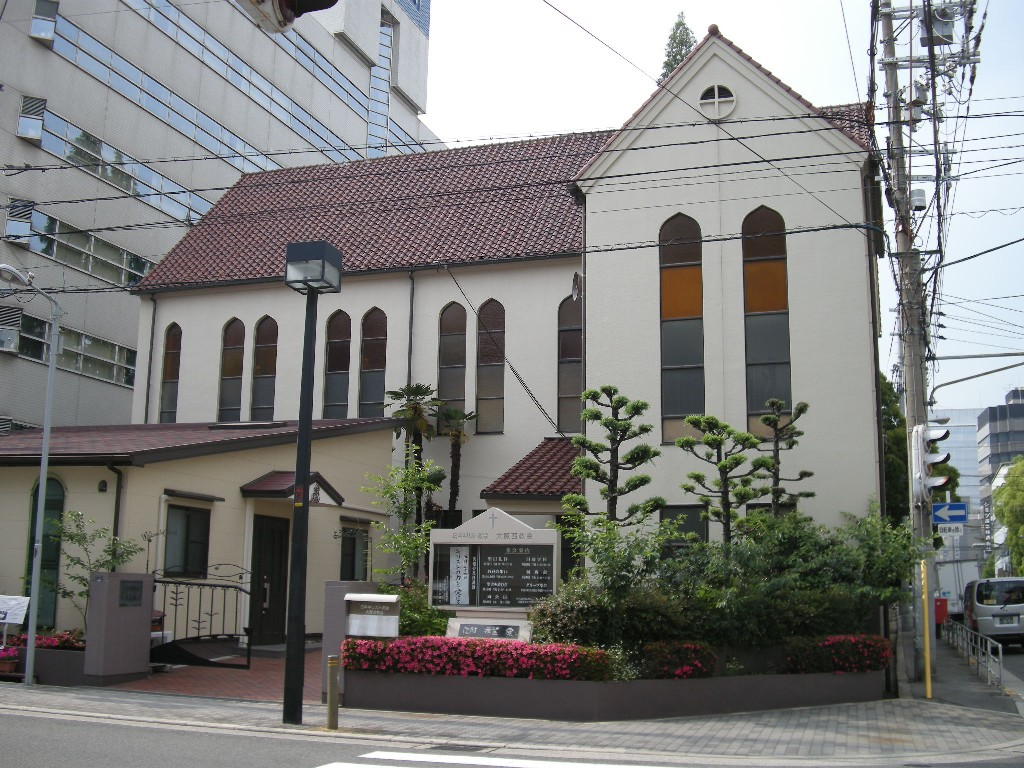
教会建物正面

日本キリスト教会 大阪西教会（にほんキリストきょうかい おおさかにしきょうかい）は、大阪府大阪市西区に本拠を置くプロテスタント教会（長老派）。

## 歴史
アメリカ合衆国のカンバーランド長老教会の宣教師A.D.ヘールおよびJ.B.ヘールらによって設立された。1879年2月9日に西区南堀江の借家において初めて日本語による礼拝が行われ、仮称として「第一日本カンバーランド教会」、「堀江教会」などと呼ばれた。1884年には、規則を整えて教会を建設し、西区阿波座に会堂を建設して名称を「大阪第一長老教会」と改めた。その後、1890年、カンバーランド長老教会系の9教会が日本基督一致教会と合同して「日本基督教会」となったことから、「日本基督教会大阪西教会」と改称した。1920年、西区阿波座通3丁目5番地に新会堂を建設。
1941年、「日本基督教団」が設立されたことから「日本基督教団大阪西教会」と改称。1943年、安治川教会と合併。1945年3月13日、米軍の爆撃のため会堂、図書等一切を焼失。
戦後、1951年には日本基督教団から離脱した新「日本基督教会」（1995年に「日本キリスト教会」と改称）の創立に伴い、これに加入。1952年には合併していた安治川教会が分離独立したが、この教会は1956年に東住吉区駒川に会堂を建設し、その地域の地名を取って「北田辺教会」と改称して現在に至っている。
会堂は、戦中に焼失したため、1950年、現在地に新会堂を建設したが、1958年には同じ敷地に鉄筋コンクリートの新会堂を建設し（第1期工事）、1965年に第2期工事として現在の建物が完成した。

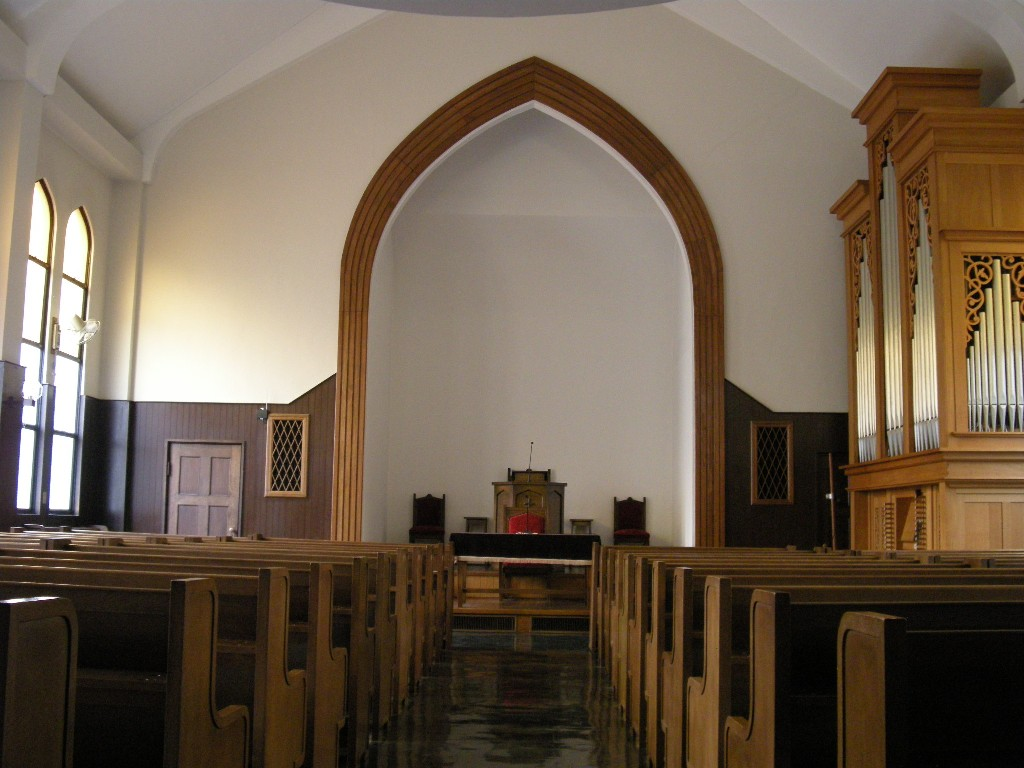
礼拝堂
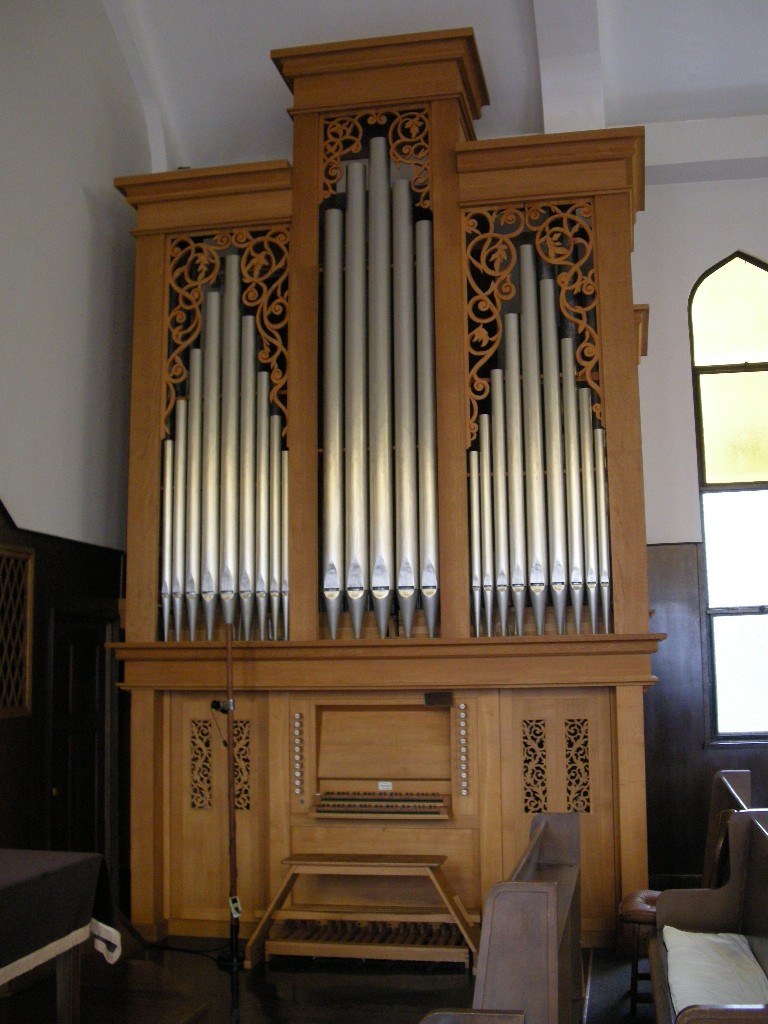
パイプオルガン

## 行事
- 主日礼拝　　毎日曜日　10:15-11:30
- 日曜学校　　毎日曜日　9:15-10:00
- 祈祷会　　毎水曜日　18:30-19:30

## パイプオルガン
2001年11月に辻オルガンにより設置された。
仕様
- 2手鍵盤および足鍵盤、17ストップ（14 speaking stops and 3 transmissions）
- パイプ総本数　　約820本

## 所在地・交通アクセス
所在地
- 〒550-0013 大阪市西区新町3丁目1-12

アクセス
- Osaka Metro長堀鶴見緑地線 西大橋駅 1番出口　徒歩5分
- Osaka Metro千日前線 西長堀駅 1番出口　徒歩5分
- Osaka Metro中央線 阿波座駅 2番出口　徒歩8分
- Osaka Metro四つ橋線 四ツ橋駅 2番出口　徒歩8分

## 関連団体
- 日本キリスト教会
- 大阪女学院

## 歴代牧師・宣教師・伝道師
- 宣教師　J. B. ヘール (1877-)
- 宣教師　A. D. ヘール (1879-)
- 仮牧師　高橋善作 (1886)
- 牧師　馬場鉎作 (1890-1902)
- 牧師　白井胤祿 (1903-1904)
- 牧師　馬場鉎作 (1904-1932)
- 牧師　長谷川計太郎 (1929-1940)
- 牧師　秋保孝次 (1940-1943)
- 牧師　田淵薫明 (1943-1947)
- 牧師　湯谷喜一郎 (1948-1950)
- 牧師　武田瑛四郎 (1950-1975)
- 牧師　武田晨一 (1973-2009)

- （伝道師）　桑原昭 (1959-1961)
- （伝道師）　宇田達夫 (1961-1963)
- （伝道師）　佐藤實 (1963-1966)
- （伝道師）　鈴木攻平 (1966-1968)
- （伝道師）　南茂昭夫 (1968-1970)
- （伝道師）　武田晨一 (1970-1973)
- （専任執事）　森菊枝 (1957-1960)
- （専任執事）　涌田一子 (1967-1968)